# Chorizopes shimenensis
Chorizopes shimenensis là một loài nhện trong họ Araneidae.
Loài này thuộc chi Chorizopes. Chorizopes shimenensis được miêu tả năm 1994 bởi Chang-Min Yin & Peng.